# Agrostis straminea
Agrostis straminea é uma espécie de gramínea do gênero Agrostis, pertencente à família Poaceae.